# Heeresgruppe Kurland

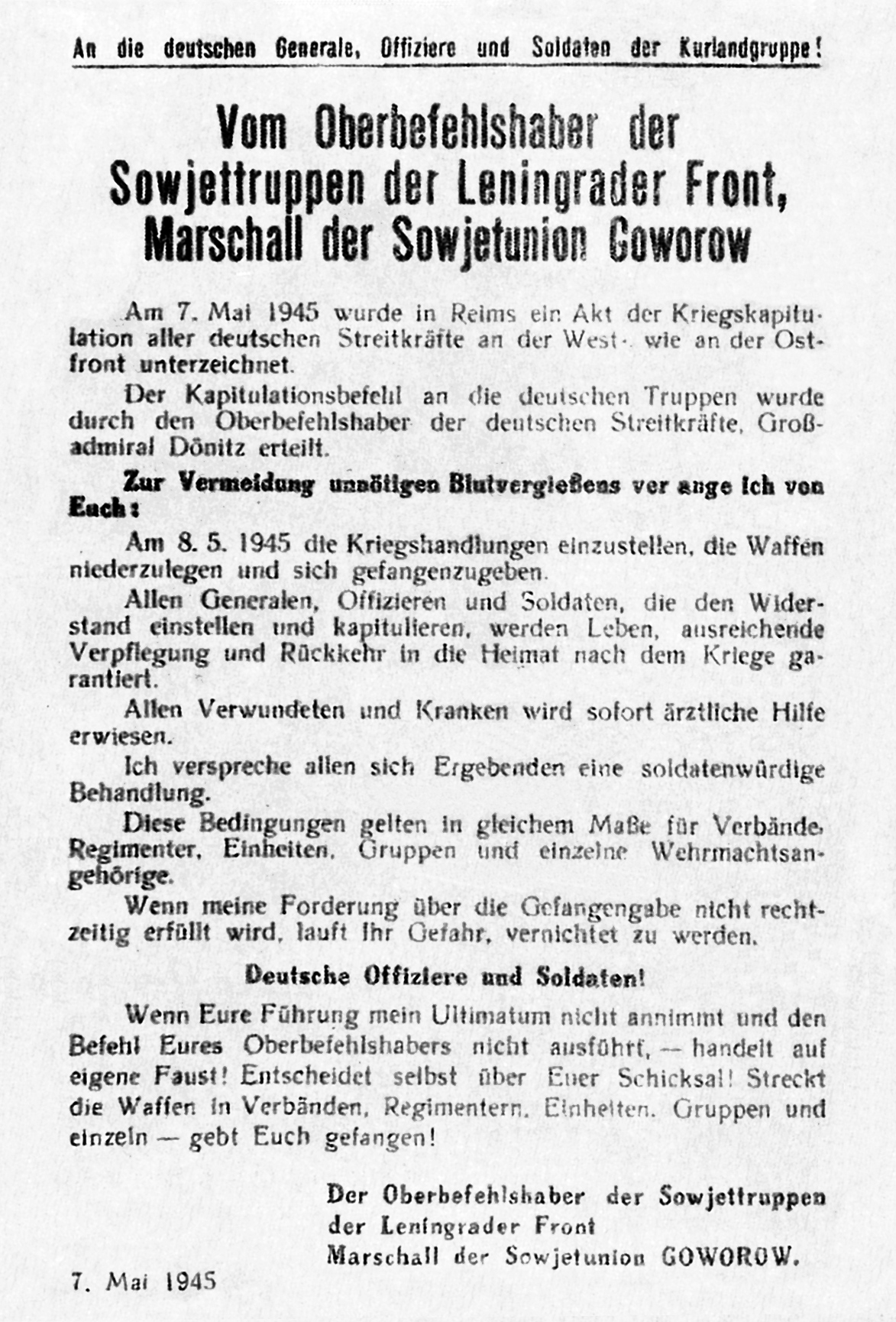
Ultimatum des Marschalls der Sowjetunion Goworow vom 7. Mai 1945

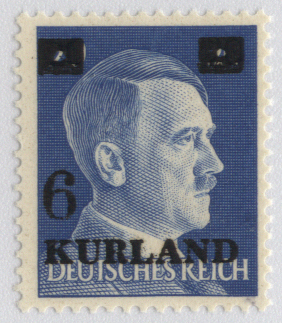
Briefmarke, Kurland 1945

Die Heeresgruppe Kurland war ein Großverband des Heeres der Wehrmacht während des Zweiten Weltkrieges. Sie war Oberkommando jeweils wechselnder Armeen sowie zahlreicher Spezialtruppen.
Heeresgruppe Kurland war der neue Name, den die bisherige Heeresgruppe Nord am 25. Januar 1945 erhielt.

## Geschichte
Nach dem Durchbruch der Roten Armee zur Ostseeküste bei Memel war die Heeresgruppe Nord ab dem 10. Oktober 1944 im Kurland-Kessel eingeschlossen und kam am 8. bzw. 9. Mai 1945 in sowjetische Gefangenschaft.
Am 30. April 1945 wurde die Fahnenjunkerschule der Heeresgruppe Kurland von dem Kommandeur der Schule Oberst von Vietinghoff eröffnet. Die Schule wurde am 5. Mai 1945 wieder geschlossen.
Von der Heeresgruppe wurden am 20. April 1945 eigene Briefmarken herausgegeben, die aus Beständen der Feldpostleitstelle in Libau herangezogen und überdruckt wurden.
Der letzte Oberbefehlshaber Generaloberst Carl Hilpert kam in sowjetische Kriegsgefangenschaft nach Sibirien und Moskau, wo er hingerichtet wurde.
Einige der auf deutscher Seite kämpfenden lettischen Einheiten, zum Beispiel die 19. Waffen-Grenadier-Division der SS (lettische Nr. 2), kämpften als Waldbrüder-Partisanen weiter.

## Oberbefehlshaber
- 25. Januar 1945: General der Infanterie Carl Hilpert (mit der stellvertretenden Führung beauftragt)
- 30. Januar 1945: Generaloberst Heinrich Gottfried von Vietinghoff-Scheel
- 10. März 1945: General der Infanterie Carl Hilpert (mit der stellvertretenden Führung beauftragt)
- 13. März 1945: Generaloberst Lothar Rendulic
- 15. März 1945: General der Infanterie Carl Hilpert (bis 6. April mit der Führung beauftragt, ab 7. Mai Generaloberst)

## Gliederung der Heeresgruppe
Heeresgruppen-Truppen
- Nachrichten-Regiment 639
- Granatwerfer-Bataillon 10[1]

Unterstellte Großverbände
| Datum        | Unterstellte Großverbände |
| ------------ | ------------------------- |
| Februar 1945 | 16. Armee, 18. Armee      |

## Ärmelband Kurland

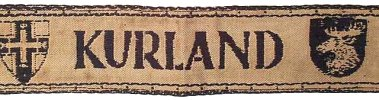
Ärmelband „Kurland“

Am 12. März 1945 wurde das Ärmelband Kurland gestiftet. Als Verleihungsbestimmungen galten:
- Teilnahme an mindestens drei Kurlandschlachten oder
- ununterbrochener Aufenthalt von drei Monaten im Bereich der Heeresgruppe Kurland oder
- Verwundung